# محمد قلی
، روستایی از توابع بخش مرکزی شهرستان چرداول در استان ایلام ایران است.

## اقلیم
آب و هوای منطقه معتدل کوهستانی می‌باشد و متوسط بارش باران در سالهای پر باران ۸۰۰ میلی‌متر می‌باشد. ارتفاع متوسط شهر از سطح دریا۱۲۰۰ متر است.
اطراف منطقه را کوه‌های پیوان از شمال و جنوب و بانکول از جنوب و جنوب غرب احاطه کرده‌اند.

## مردم‌شناسی
گویش مردم منطقه کوردی  کلهری است و این موضوع به خاطر مجاورت جغرافیایی با ایل ریزوند در شهرستان چرداول میباشد. مردم این روستا مذهب شیعه دارند. مردم آسمان آباد از لحاظ قومی یکی از تیره‌های خزل به نام قُلیوند می‌باشند. در زمان زندیه آسمان آباد محل اسکان چرداولیانی بود که هم‌اکنون با جمعیتی در حدود سی هزار نفر در جنوب آذربایجان غربی به مرکزیت شهر محمودآباد زندگی می‌کنند.

## کشاورزی و دامپروری
شغل اصلی مردم این منطقه کشاورزی و دامداری می‌باشد که دامداری آن‌ها قبلاً به صورت ییلاق قشلاق بوده ولی اینک تعداد کمی به این کار می‌پردازند.

## سابقه تاریخی و جاذبه‌های گردشگری
کل منطقه آسمان آباد سیاحتی است. از جمله پویان، چرویرو دراوهر و … جاه‌های زیبا و دلنشین این منطقه می‌باشد.
چریور واقع در دو کیلومتری جنوب غرب شهر آسمان آباد یکی از جاهای زیبا و دلنشین این منطقه است که از نظر دارا بودن طبیعتی بکر جنگلی با درخت‌های انبوه و سر به هم پوشیده با چشمه‌های در تمامی فصول سال به ویژه فصل بهار پذیرای دوستداران طبیعت است
دراوهر واقع در شرق روستای گدمه و در ۲ کیلوتری جنوب شهر آسمان آباد یکی از دره‌های زیبا و دلنشین این منطقه می‌باشد که از حیث دارا بودن طبیعتی بکر جنگلی با درختهای سر بهم پوشیده در تمامی فصول سال بخصوص فصل بهار پذیرای دوستداران طبیعت می‌باشد.
از دیگر جاهای دیدنی منطقه می‌توان به کول بی دو، تنگه ملایکت و… اشاره کرد.